# Драгоман (община)
Вижте пояснителната страница за други значения на Драгоман.
Община Драгоман се намира в Западна България и е една от съставните общини на Софийска област.

## География

### Географско положение, граници, големина
Общината се намира в най-западната част на Софийска област. С площта си от 323,862 km2 е 8-а по големина сред 22-те общини на областта, което съставлява 4,57% от територията на областта. Границите ѝ са следните:
- на североизток – община Годеч;
- на изток – община Костинброд.
- на юг – община Сливница;
- на югозапад – община Брезник и община Трън, област Перник;
- на северозапад – Сърбия.

### Природни ресурси

#### Релеф
Релефът на общината е равнинен, хълмист и ниско планински и територията ѝ попада в пределите на Западна Стара планина, Задбалканските котловини и планината Вискяр.
На север в пределите на общината се простира западната и южната част на планината Чепън (крайно южно разклонение на Западна Стара планина). Най-високата ѝ точка връх Петровски кръст 1205,6 m е разположена на 3 km североизточно от град Драгоман и е най-високата точка на общината.
Южно от нея в пределите на община Драгоман попадат крайните северозападни части на Софийската котловина. На запад от нея е разположена Бурелската котловина, най-западната от Задбалканските котловини. В пределите на България се намира нейната югоизточна част с площ от 172 km2, дължина около 15 km и ширина 7 – 10 km. Средната ѝ надморска височина е 765 m.
Югозападно от нея, до границата с Област Перник се простират крайните северозападни части на планината Вискяр. Тук най-високата точка е връх Чеканска чука 1135,6 m, разположен на 2 km югоизточно от село Чеканец, на границата с община Брезник.
Най-ниската точка на община Драгоман е 478 m н.в., разположена в коритото на река Нишава, на границата със Сърбия.

#### Води
В северната част на община Драгоман протича участък от горното течение на река Нишава. Тя навлиза в нейните предели от община Годеч, до село Калотина тече в дълбока проломна долина и около 3 km след като напусне пролома навлиза в сръбска територия. Нейни основни притоци на територията на община Драгоман са реките Ежовица и Габерска. Габерска река навлиза в община Драгоман източно от село Цацаровци и тече в северозападна посока през Бурелската котловина. Минава последователно през селата Габер, Неделище и Несла и при село Долна Невля достига до границата със Сърбия, като завива на север. На протежение около 7 km реката служи за държавна граница между Сърбия и България. След това отново завива на северозапад, навлиза изцяло в сръбска територия и след 5,3 km, се влива отляво в река Нишава между град Цариброд и село Желюша на 445 m н.в.
В южното подножие на планината Чепън, на 1,5 km източно от град Драгоман, на 704 m н.в. е разположено карстовото Драгоманско блато с площ от 350 ха. Приблизителните му размери са 2,5 km от запад на изток и 1,2 km от север на юг.

## Население

### Етнически състав (2011)
Численост и дял на етническите групи според преброяването на населението през 2011 г.:
|                     | Численост | Дял (в %) |
| Общо                | 5362      | 100,00    |
| Българи             | 4496      | 83,85     |
| Турци               | –         | -         |
| Цигани              | 9         | 0,17      |
| Други               | –         | -         |
| Не се самоопределят | –         | -         |
| Неотговорили        | 847       | 15,80     |

### Движение на населението (1934 – 2021)
| Община Драгоман                               | Община Драгоман | Община Драгоман | Община Драгоман | Община Драгоман | Община Драгоман | Община Драгоман | Община Драгоман | Община Драгоман | Община Драгоман | Община Драгоман | Община Драгоман |
| --------------------------------------------- | --------------- | --------------- | --------------- | --------------- | --------------- | --------------- | --------------- | --------------- | --------------- | --------------- | --------------- |
| Година                                        | 1934            | 1946            | 1956            | 1965            | 1975            | 1985            | 1992            | 2001            | 2011            | 2021            |                 |
| Население                                     | 17 187          | 16 830          | 15 600          | 12 834          | 10 058          | 8661            | 7504            | 6632            | 5362            | 4613            |                 |
| Източници: Национален Статистически Институт, |                 |                 |                 |                 |                 |                 |                 |                 |                 |                 |                 |

### Населени места
Общината има 34 населени места с общо население от 4613 жители към 7 септември 2021 г.
| Населено място  | Население (2021 г.) | Площ на землището km2 | Забележка (старо име) | Населено място | Население (2021 г.) | Площ на землището km2 | Забележка (старо име)           |
| --------------- | ------------------- | --------------------- | --------------------- | -------------- | ------------------- | --------------------- | ------------------------------- |
| Беренде         | 24                  | 7,152                 |                       | Летница        | 17                  | 7,454                 |                                 |
| Беренде извор   | 23                  | 7,270                 |                       | Липинци        | 6                   | 4,216                 |                                 |
| Василовци       | 60                  | 16,770                |                       | Мало Малово    | 56                  | 13,874                |                                 |
| Вишан           | 34                  | 11,924                | Върдоловци            | Начево         | 6                   | 2,459                 | Манаф чифлик                    |
| Владиславци     | 47                  | 14,430                |                       | Неделище       | -                   | 6,897                 |                                 |
| Габер           | 495                 | 7,020                 |                       | Несла          | 53                  | 6,992                 |                                 |
| Големо Малово   | 183                 | 23,676                |                       | Ново Бърдо     | 27                  | 7,772                 | Бърдо                           |
| Горно село      | 14                  | 4,649                 | Ново село             | Прекръсте      | 30                  | 9,507                 |                                 |
| Грълска падина  | 18                  | 2,634                 |                       | Раяновци       | 24                  | 12,374                |                                 |
| Долна Невля     | 4                   | 3,841                 |                       | Табан          | 18                  | 5,570                 |                                 |
| Долно Ново село | 5                   | 7,158                 | Новосел чифлик        | Цацаровци      | 110                 | 8,674                 | Цацуровци                       |
| Драгоил         | 56                  | 13,484                | Драгуил               | Цръклевци      | 37                  | 11,067                | Църклевци                       |
| Драгоман        | 2933                | 34,475                |                       | Чеканец        | 10                  | 7,584                 |                                 |
| Дреатин         | 4                   | 3,278                 |                       | Чепърлинци     | 6                   | 9,210                 |                                 |
| Калотина        | 184                 | 19,510                |                       | Чорул          | 28                  | 7,603                 |                                 |
| Камбелевци      | 5                   | 2,258                 |                       | Чуковезер      | 18                  | 7,963                 |                                 |
| Круша           | 43                  | 7,768                 |                       | Ялботина       | 35                  | 7,349                 |                                 |
|                 |                     |                       |                       | ОБЩО           | 4613                | 323,862               | няма населени места без землища |

## Административно-териториални промени
- през 1892 г. – призната е н.м. Грълска падина (от с. Гърло) за отделно населено място – с. Грълска падина без административен акт;
- Министерско писмо № 8049/обн. 14.09.1921 г. – преименува с. Новосел чифлик на с. Долно Ново село;
- МЗ № 1966/обн. 16.11.1935 г. – преименува с. Манаф чифлик на с. Начево;
- Указ № 425/обн. 07.04.1949 г. – призната е н.м. Дреатин (от с. Неделище) за отделно населено място – с. Дреатин;
- Указ № 166/обн. 06.04.1950 г. – призната е н.м. Бърдо (от с. Калотина) за отделно населено място – с. Бърдо;
- Указ № 129/обн. 11.04.1961 г. – преименува с. Ново село на с. Горно село;
- Указ № 57/обн. 05.02.1965 г. – заличава гар.с. Гара Драгоман и с. Ярловци и ги присъединява като квартали на гр. Драгоман;
- Указ № 960/обн. 4 януари 1966 г. – осъвременява името на с. Драгуил на с. Драгоил;

– уточнява името на с. Цацуровци на с. Цацаровци;
– осъвременява името на с. Църклевци на с. Цръклевци;
- Указ № 829/обн. 29.08.1969 г. – признава с. Драгоман за гр. Драгоман;
- Указ № 991/обн. 22.06.1971 г. – преименува с. Бърдо на с. Ново Бърдо;
- Указ № 2932/обн. 30.09.1983 г. – закрива община Габер и заедно с включените в състава ѝ населени места я присъединява към община Драгоман;
- Указ № 970/обн. 04.04.1986 г. – заличава с. Мало Бельово (Чифлик Мало Бельово) поради изселване.

## Транспорт
През територията на общината преминават три участъка от Железопътната мрежа на България с обща дължина от 31,6 km:
- от северозапад на югоизток, на протежение от 18,2 km – началният участък от трасето на жп линията Калотина – София – Пловдив – Свиленград;
- началният участък от 10,7 km от трасето на жп линията Калотина – Станянци;
- последният участък от 2,7 km от трасето на жп линията Алдомировци – Габер.

През общината преминават изцяло или частично 5 пътя от Републиканската пътна мрежа на България с обща дължина 87,5 km:
- началният участък от 16,8 km от Републикански път I-8 (от km 0 до km 16,8);
- участък от 33 km от Републикански път III-813 (от km 19 до km 52,0);
- целият участък от 11,5 km от Републикански път III-8001;
- последният участък от 20,6 km от Републикански път III-8103 (от km 3,1 до km 23,7)
- последният участък от 5,6 km от Републикански път III-8112 (от km 15,6 до km 21,2).

## Топографска карта
- Лист от карта K-34-34. Мащаб: 1 : 100 000.
- Лист от карта K-34-46. Мащаб: 1 : 100 000.
- Лист от карта K-34-47. Мащаб: 1 : 100 000.